# Les Mille et Une Vies d'Hector
Pour les articles homonymes, voir Being Human.
Pour plus de détails, voir Fiche technique et Distribution.
Les Mille et Une Vies d'Hector (Being Human) ou Le Secret du bonheur au Québec est un film de Bill Forsyth sorti en 1994, avec Robin Williams dans le rôle principal.

## Synopsis
L'existence humaine relatée à travers le personnage d'Hector, transposée dans divers lieux et à différentes époques. Sur une période de dix mille ans, les vies de cinq hommes (chacun de ces personnages sont incarnés par l'acteur Robin Williams) s'appelant Hector est retracée, de l'aube de l'humanité à nos jours. Partant de l'homme préhistorique, en passant par l'esclave romain, mais aussi le nomade moyenâgeux puis l'explorateur portugais, pour terminer par le New-yorkais d'aujourd'hui.

## Fiche technique
- Titre original : Being Human
- Titre québécois : Le secret du bonheur
- Réalisation et scénario : Bill Forsyth
- Directeur de la photographie : Michael Coulter
- Musique : Michael Gibbs
- Montage : Michael Ellis
- Production : Enigma Productions, BSB, Fujisankei, NatWest Ventures
- Durée : 122 minutes
- Date de sortie : 6 mai 1994 (États-Unis)

## Distribution
- Robin Williams (VF : Michel Papineschi ; VQ : Vincent Davy) : Hector
- Kelly Hunter : Deirdre
- Maudie Johnson : girl child
- Max Johnson : boy child
- Robert Carlyle : prêtre
- Eoin McCarthy (en) : Leader
- Irvine Allen : Raider
- Iain Andrew : Raider
- Robert Cavanah : Raider
- Tony Curran : Raider
- Andrew Flanagan : Raider
- Seamus Gubbins : Raider
- Iain McAleese : Raider
- David McGowan : Raider
- Gavin Mitchell : Raider
- Michael Nardone : Raider
- Brian O'Malley : Raider
- Paul Riley : Raider
- John Turturro (VF : Vincent Violette ; VQ : Daniel Picard) : Lucinnius
- Grace Mahlaba : Thalia
- Danny Kanaber : Gallus
- Bill Nighy : Julian
- Jim Hooper : Julien's slave
- Robin Hooper : Julien's slave
- Simon McBurney : Hermas
- Vivienne Ritchie : Dalmia
- David Morrissey (VQ : Éric Gaudry) : homme de Cyprion
- Andrew Tiernan (VQ : Marc Labrèche) : homme de Cyprion
- Sam Guttman : Marin
- Anna Galiena : Beatrice
- Vincent D'Onofrio (VQ : Daniel Lesourd) : prêtre
- Ewan McGregor : Alvarez